# غزو صفاقس (1099)
غزو صفاقس (1099) أو فتح صفاقس, هي حملة أرسلها تميم بن المعز أمير إفريقية لغزو صفاقس و استرجاعها من حمو بن مليل بعد عقود من الاستقلال.

## الخلفية
منذ 40 سنة من توليه الحكم، لم يقدر تميم بن المعز أن يكسر شوكة حمو بن مليل البرغواطي و امارة صفاقس الخارجة عن حكم آل باديس، و قد كان حمو مستقلا فعليا و بشكل تام، و كان له وزير اسمه المظفر بن علي، كاتب سابق للمعز بن باديس، فكان يغيض تميم بن المعز بأوامر من حمو, كما كان حكيما فعظم شأن صفاقس به, فحصل حادث أن تمكن حمو من بعض الجنود الباديسيين فقتلهم، فأرسل المظفر شعرا لتميم على قول المتنبي:
إذا كان أعجبكم عامُكم***فعودوا إلى حمص في القابل
فإن الحسام المصيب الذي***قُتِلتم به في يد القاتل
و خرجت إشاعات في المهدية حول وفاة حمو، فطلب هذا الأخير من وزيره أن يرسل لتميم في هذا الشأن، فكتب على قول أبي الطيب:
كم قد دُفِنْتُ وكم أُقْبِرْتُ عندكم***ثم انتفضتُ فزال القبر والكفنُ
ما كلّ ما يتمنّى المرء يدركه***تجري الرياح بما لا تشتهي السّفن
فرد تميم يتوعده:
ستعلم ليلى أيّ دين تداينت***وأيّ غريم للتقاضي غريمها
فرد مظفر على قول قيس بن ذريح:
ستعلم إن شطّت به غربة النّوى***وزالوا بليلي أنّ عقلك زائل
فاشتد غضب تميم من هذا الوزير و استفزازه، فاستدعاه عارضا عليه المنصب، و وعده و بالغ في استمالته لكن المظفر رفض، ثم حاول تميم التقرب من حمو بن مليل و استمالته لكنه فشل، فبعد أن يئس قرر مهاجمته.

## الغزو
في عام 493هـ / 1099، أرسل تميم جيشا لحصار صفاقس، و أمر قائد الجيش بأن يحرق ما حول المدينة و يدمره و يقطع الأشجار، و أمره أن يحرص على الوزير أن لا يمسه و أن يصونه، و نجح الجيش في دخول صفاقس بعد تدمير ضواحيها، و استولى عليها و عادت لتبعية آل باديس بعد عقود من التمرد.

## العواقب
اما حمو بن مليل، فقد فر عندما تسلم تميم صفاقس، و لجأ لدى مكي بن كامل الدهماني أمير قابس، فأحسن له الأخير و أبقاه عنده إلى أن مات. أما المظفر بن علي فقيل أنه تم اعدامه خلال الغزو لشك حمو في خيانته، و قيل أنه نجا و طلب العفو، فسامحه تميم مع شدة حقده، و يعلق أبو الصلت في ذلك: «ومثل هذا الذنب لا تغتفره الملوك، بل يجاوز التثريب فيه إلى التعذيب، ويتعدّى العقاب إلى ضرب الرّقاب». أما صفاقس فمنذ سقوطها تولى أمرها ولاة من العائلة الحاكمة: آل باديس، و لم تسقط منذ ذلك اليوم حتى مجيئ النصارى.